# Chrysler Europe

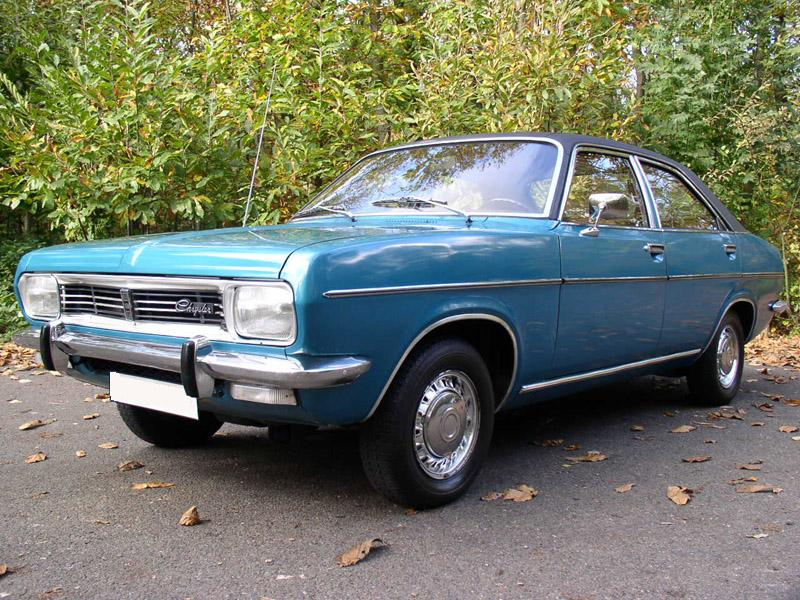
Chrysler 160

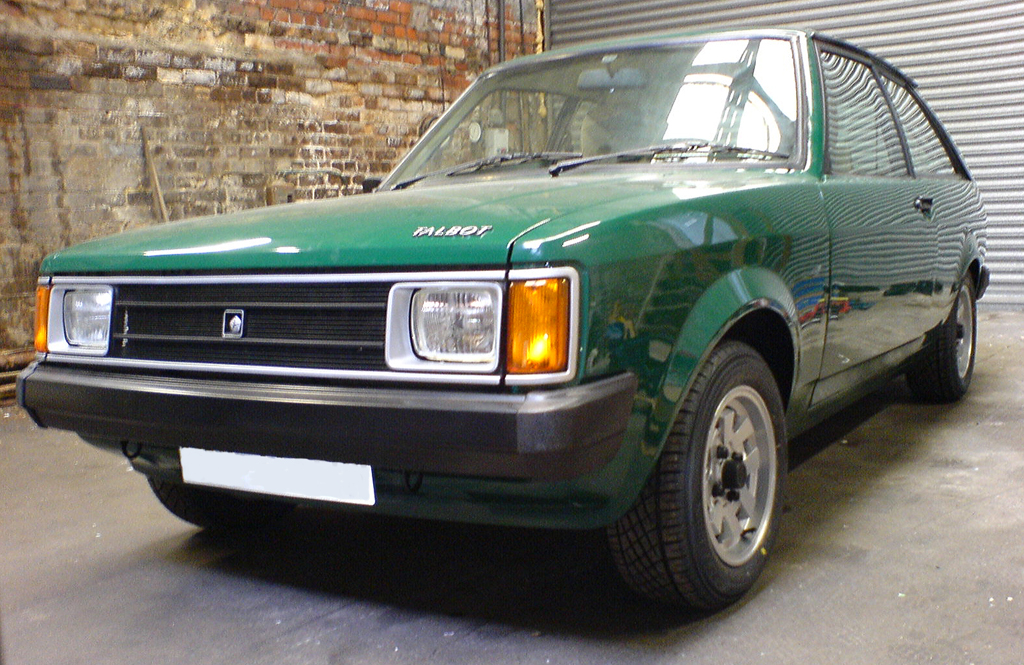
Chrysler Sunbeam

Chrysler Europe var Chryslers europeiska del som ägde franska Simca, brittiska Rootes och spanska Barreiros. Chrysler Europe var verksamt åren 1958-1978. Chrysler Europe blev aldrig en framgång för Chrysler och 1978 valde man att sälja till PSA Peugeot Citroën.

## Historia
På 1960-talet satsade Chrysler på att bli en av världens stora biltillverkare. Företaget hade aldrig nått större framgångar utanför Nordamerika, i motsats till Fords närvaro över hela världen och General Motors framgångar med Opel och Vauxhall. 1958 köptes franska Simca och 1967 köpte Chrysler brittiska Rooteskoncernen. Dessa företag blev delar av Chrysler Europe tillsammans med spanska Barreiros.
Chrysler brittiska verksamhet hade brottats med förluster under flera år där förlusterna kraftigt ökat 1974–1975. Förlusten var 1974 på 35 miljoner dollar 1974 och ökade till 71 miljoner dollar 1975. 1975 krävde Chrysler att den brittiska regeringen agerade och gick in med ekonomiskt stöd för de förlustbringande fabrikerna i Storbritannien vilket också skedde. Den förlustbringande verksamheten i Europa drog ner resultatet för Chrysler som fick allt större ekonomiska problem även i Nordamerika.

## Bilmodeller
Bilmärken som ingick i Chrysler Europe
- Frankrike (Chrysler France)
  - Simca
- Storbritannien (Chrysler United Kingdom)
  - Sunbeam
  - Hillman
- Spanien
  - Barrieros